# Amours de vacances (film, 1956)
Pour les articles homonymes, voir Amours de vacances.
Pour plus de détails, voir Fiche technique et Distribution.
Amours de vacances (Tempo di villeggiatura) est un film italien réalisé par Antonio Racioppi, sorti en 1956. Il s'agit de sa première réalisation pour le cinéma.

## Synopsis
Dans la périphérie de la ville de Rome se trouve un petit village devenu station touristique. Dans l'hôtel qui vient d'ouvrir, de nombreuses histoires se tissent entre les différents protagonistes de passage ou travaillant dans ce lieu.

## Fiche technique
- Titre : Amours de vacances
- Titre original : Tempo di villeggiatura
- Réalisation : Antonio Racioppi
- Scénario : Antonio Racioppi, Furio Scarpelli, Agenore Incrocci, Luigi Zampa, Luigi Magni, Willie Antuono, Paolo Frascà
- Photographie : Massimo Sallusti
- Montage : Eraldo Da Roma
- Musique : Alessandro Cicognini et Xavier Cugat
- Producteur : Felice D'Ancona
- Costumes : Adriana Berselli
- Société de production : Stella Film
- Pays d'origine :  Italie
- Langage : Italien
- Format : Noir et blanc
- Genre : Comédie à l'italienne
- Durée : 103 minutes
- Dates de sortie :
  - Italie : 23 novembre 1956

## Distribution
- Vittorio De Sica: Aristide Rossi
- Giovanna Ralli: Lella
- Memmo Carotenuto: Alfredo
- Nino Manfredi: Carletto
- Abbe Lane: Dolores
- Marisa Merlini: Margherita Pozzi
- Maurizio Arena: Checco
- Bella Visconti: Silvana
- Gabriele Tinti: Luciano
- Dina Perbellini: Adele
- Virgilio Riento: Serafino
- Gildo Bocci: Santino
- Edoardo Toniolo: un client fâché
- Antonio Acqua (it): le directeur de l'hôtel
- Roberto Bruni (it): Fabrizio
- Ciccio Barbi: l'inspecteur
- Aldo Berti: Pio
- Vando Tress: Bianchi

## Autour du film
- Premier film du réalisateur Antonio Racioppi.